# Ludwik Skoczek
Ludwik Skoczek, niem. Ludwig der Springer (zm. 1123) – hrabia, protoplasta rodu Ludowingów, landgrafów Turyngii.

## Życiorys
Był synem Ludwika Brodatego i Cecylii z Sangerhausen. Jego ojciec był lennikiem arcybiskupów Moguncji. Ludwik Skoczek jako najstarszy syn odziedziczył posiadłości ojca w Lesie Turyńskim, a następnie intensywnie je rozwijał. Swoje posiadłości poszerzył m.in. dzięki małżeństwu z Adelajdą, córką margrabiego Marchii Północnej Lotara Udona II ze Stade, a wdową po palatynie saskim Fryderyku z Goseck. Wedle legendy Ludwik, pożądając Adelajdy, miał zabić jej pierwszego męża, za co pokutę miała stanowić fundacja opactwa benedyktynów Reinhardsbrunn, późniejszej nekropolii jego rodu. Ludwik prowadził bardzo intensywną działalność fundacyjną, nie tylko kościelną, ale też świecką – to on założył m.in. zamek Wartburg.
Ludwik aktywnie uczestniczył w polityce wewnątrzniemieckiej, a jego znaczenie rosło. Około 1080 roku u boku króla Niemiec Henryka IV walczył przeciwko saskiej opozycji, wówczas zapewne otrzymał tytuł hrabiowski. Później należał jednak do opozycji przeciwko Henrykowi, m.in. wsparł jego syna, późniejszego Henryka V w walce przeciwko ojcu. W 1112 roku wystąpił z kolei przeciwko Henrykowi V. Został jednak pokonany i uwięziony wraz z najstarszym synem Hermanem. Młodsi synowie prowadzili nadal wojnę, a Ludwik został uwolniony dopiero w 1116 roku (Herman zmarł wcześniej).
Zmarł w założonym przez siebie opactwie Reinhardsbrunn, zwyczajem tamtych czasów przyjąwszy krótko przed śmiercią mnisi habit. Tam też został pochowany. Przydomek "Skoczek" (łac. Saltator) pojawił się w XV w. i pochodzi od jego rzekomego skoku do rzeki Saale podczas ucieczki z zamku Giebichenstein.
Znanych jest ośmioro dzieci z małżeństwa Ludwika z Adelajdą, m.in.:
- Herman (zm. 1114)
- Ludwik I (zm. 1140) – landgraf Turyngii
- Henryk Raspe I (zm. 1130) – hrabia Gudensbergu
- Udo (zm. 1125) – biskup Naumburga
- Kunegunda (zm. 1118) – żona hrabiego saskiego Wichmana
- Cecylia (zm. 1141) – żona hrabiego Veldenz Gerlacha
- Adelajda (zm. 1146) – żona hrabiego Weimaru Ulryka II